# Larcum Kendall

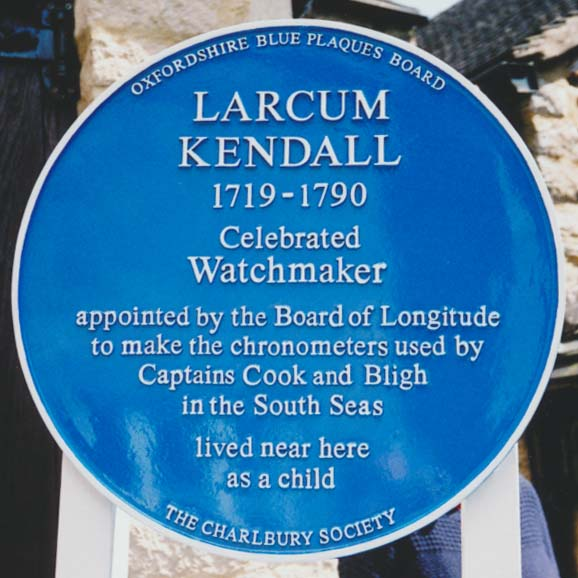
Gedenktafel

Larcum Kendall (* 21. September 1719 in Charlbury, Oxfordshire; † 22. November 1790 in London) war ein britischer Uhrmacher. Er ist berühmt für seine Chronometer. Die Zeitmesser K1, K2 und K3 werden heute in The Old Royal Observatory, einem Teil des National Maritime Museum, Greenwich, aufbewahrt.

## K1
Das Board of Longitude, die Kommission zur Entwicklung einer Methode zur genauen Bestimmung der geographischen Länge, beauftragte Kendall, John Harrisons geniales viertes Modell einer für die Navigation auf See brauchbaren Uhr nachzubauen und möglichst weiterzuentwickeln.
Das Original hätte nämlich einen astronomischen Preis gehabt, rund 30 % des Wertes eines Schiffes.
Das erste von Kendall im Rahmen dieses Auftrags 1769 fertiggestellte Modell (time piece oder time keeper) war eine exakte Kopie des Harrison-Modells 4 (H4), kostete  500 £ und wird heute als K1 bezeichnet. James Cook testete die Uhr auf seiner zweiten Südseereise und war nach anfänglicher Skepsis voll des Lobes: „Kendalls Taschenuhr überstieg alle Erwartungen“, berichtete er 1775 der Admiralität. Drei andere Uhren, Konstruktionen John Arnolds, hatten den Belastungen derselben Reise nicht standgehalten. „Taschenuhr“ ist nach heutigem Maßstab irreführend: Die Uhr hatte 13 cm Durchmesser und wog 1,45 kg. K1 begleitete mehr als dreißig Jahre lang britische Schiffe nach Australien.

## K2
Kendall sicherte zu, durch Vereinfachungen eine ähnliche Uhr um 200 £ bauen zu können, erhielt den Auftrag und präsentierte 1771 die K2. Zunächst erhielt sie 1773 John Phipps für seine Expedition zur Suche einer Northwest-Passage, dann war sie in Nordamerika eingesetzt. Sie arbeitete weitaus weniger genau als das Original. William Bligh notierte 1787 im Logbuch der Bounty einen Gang, eine tägliche Ungenauigkeit, der unregelmäßig zwischen 1,1 und drei Sekunden geschwankt habe.
Bekannt wurde die Uhr wegen der Meuterei auf der Bounty. Sie verblieb an Bord. Fletcher Christian konnte anhand der Uhr herausfinden, dass Pitcairn auf den Seekarten falsch eingezeichnet war und den Meuterern Sicherheit bot.
Jahrzehnte nach der Meuterei kam sie nach England zurück: In Pitcairn erwarb sie Kapitän Matthew Folger des amerikanischen Walfängers Topaz von John Adams für eine Bagatelle, doch brachte er sie nur bis zu den spanischen Juan-Fernández-Inseln, deren Gouverneur ihn grundlos inhaftierte und die Uhr behielt. Aus dem Nachlass eines chilenischen  Maultiertreibers erwarb sie zuletzt für 52 £ und 10 Shilling ein britischer Kapitän, der sie 1843 der Krone zum Geschenk machte.

## K3
Auch Kendalls dritter und letzter Versuch einer Eigenkonstruktion, K3, 1774 um 100 £ fertiggestellt, hatte nicht die geforderte Genauigkeit, wie Cook feststellen musste, der sie zusätzlich zu K1 auf seiner letzten Reise mitführte. Dennoch wurde sie noch auf Matthew Flinders Reise 1801 nach Australien eingesetzt.
Kendall war, wie die K1 bezeugt, ein erstklassiger Handwerker, aber kein guter Konstrukteur. Bessere Entwicklungen kamen von John Arnold und Thomas Earnshaw. John Arnolds Konstruktion war so genau, dass er 1780 das Wort Chronometer für sie prägen konnte. Jedoch fehlte es Arnolds Instrumenten an Robustheit.
Erst Thomas Earnshaws Modelle setzten sich wenig später weltweit durch. Arnold und Earnshaw waren in der Konstruktion eigene Wege gegangen, und beide erreichten im Gegensatz zu Kendall die geforderte Genauigkeit. Erst der Preis von rund 80 £, zu dem Earnshaws Geräte gefertigt werden konnten, wenngleich immer noch zu teuer für die normale Handelsschifffahrt, ermöglichte ihre Verbreitung.

## Weitere Chronometer
Nach der K3 baute Kendall Chronometer nach dem Vorbild Arnolds.